# إدموند لاندو
إدموند لانداو (بالألمانية: Edmund Georg Hermann Landau) ـ (14 فبراير 1877 ـ 19 فبراير 1938) هو عالم رياضيات ألماني يهودي له أبحاث في مجالي نظرية الأعداد والتحليل العقدي.